# Somatostatinski receptor 2
Somatostatinski receptor tip 2 je protein koji je kod čoveka kodiran  genom..
Somatostatin deluje na mnogim lokacijama i inhibira oslobađanje hormona i drugih sekretornih proteina. Biološki efekti somatostatina su posredovani familijom G protein-spregnutih receptora čije izražavanje je specifično za pojedina tkiva. SSTR2 u znatnoj meri izražen u velikom mozgu i bubrezima.

## Interakcije
Za somatostatinski receptor 2 je pokazano interaguje sa SHANK2.

## Literatura
- Y, Yamada; Post SR; K, Wang;  . (1992). „Cloning and functional characterization of a family of human and mouse somatostatin receptors expressed in brain, gastrointestinal tract, and kidney.”. Proc. Natl. Acad. Sci. U.S.A. 89 (1): 251—5. PMC 48214 . PMID 1346068. doi:10.1073/pnas.89.1.251.
- Reubi JC, Waser B, Schaer JC, Markwalder R (1995). „Somatostatin receptors in human prostate and prostate cancer.”. J. Clin. Endocrinol. Metab. 80 (9): 2806—14. PMID 7673428. doi:10.1210/jc.80.9.2806.
- S, Kagimoto; Yamada Y; A, Kubota;  . (1994). „Human somatostatin receptor, SSTR2, is coupled to adenylyl cyclase in the presence of Gi alpha 1 protein.”. Biochem. Biophys. Res. Commun. 202 (2): 1188—95. PMID 7914078. doi:10.1006/bbrc.1994.2054.
- T, Fujita; Yamaji Y; M, Sato;  . (1994). „Gene expression of somatostatin receptor subtypes, SSTR1 and SSTR2, in human lung cancer cell lines.”. Life Sci. 55 (23): 1797—806. PMID 7968260. doi:10.1016/0024-3205(94)90090-6.
- YC, Patel; Greenwood M; G, Kent;  . (1993). „Multiple gene transcripts of the somatostatin receptor SSTR2: tissue selective distribution and cAMP regulation.”. Biochem. Biophys. Res. Commun. 192 (1): 288—94. PMID 8386508. doi:10.1006/bbrc.1993.1412.
- S, Fukusumi; Kitada C; S, Takekawa;  . (1997). „Identification and characterization of a novel human cortistatin-like peptide.”. Biochem. Biophys. Res. Commun. 232 (1): 157—63. PMID 9125122. doi:10.1006/bbrc.1997.6252.
- P, Jaïs; Terris B; P, Ruszniewski;  . (1997). „Somatostatin receptor subtype gene expression in human endocrine gastroentero-pancreatic tumours.”. Eur. J. Clin. Invest. 27 (8): 639—44. PMID 9279525. doi:10.1046/j.1365-2362.1997.1740719.x.
- F, Lopez; Estève JP; L, Buscail;  . (1997). „The tyrosine phosphatase SHP-1 associates with the sst2 somatostatin receptor and is an essential component of sst2-mediated inhibitory growth signaling.”. J. Biol. Chem. 272 (39): 24448—54. PMID 9305905. doi:10.1074/jbc.272.39.24448.
- A, Tsutsumi; Takano H; K, Ichikawa;  . (1997). „Expression of somatostatin receptor subtype 2 mRNA in human lymphoid cells.”. Cell. Immunol. 181 (1): 44—9. PMID 9344495. doi:10.1006/cimm.1997.1193.
- Sharma K, Patel YC, Srikant CB (1999). „C-terminal region of human somatostatin receptor 5 is required for induction of Rb and G1 cell cycle arrest.”. Mol. Endocrinol. 13 (1): 82—90. PMID 9892014. doi:10.1210/me.13.1.82.
- U, Kumar; Sasi R; S, Suresh;  . (1999). „Subtype-selective expression of the five somatostatin receptors (hSSTR1-5) in human pancreatic islet cells: a quantitative double-label immunohistochemical analysis.”. Diabetes. 48 (1): 77—85. PMID 9892225. doi:10.2337/diabetes.48.1.77.
- Zitzer H, Richter D, Kreienkamp HJ (1999). „Agonist-dependent interaction of the rat somatostatin receptor subtype 2 with cortactin-binding protein 1.”. J. Biol. Chem. 274 (26): 18153—6. PMID 10373412. doi:10.1074/jbc.274.26.18153.
- H, Zitzer; Hönck HH; D, Bächner;  . (2000). „Somatostatin receptor interacting protein defines a novel family of multidomain proteins present in human and rodent brain.”. J. Biol. Chem. 274 (46): 32997—3001. PMID 10551867. doi:10.1074/jbc.274.46.32997.
- S, Petersenn; Rasch AC; S, Presch;  . (2000). „Genomic structure and transcriptional regulation of the human somatostatin receptor type 2.”. Mol. Cell. Endocrinol. 157 (1-2): 75—85. PMID 10619399. doi:10.1016/S0303-7207(99)00161-6.
- Kreienkamp HJ, Zitzer H, Richter D (2001). „Identification of proteins interacting with the rat somatostatin receptor subtype 2.”. J. Physiol. Paris. 94 (3-4): 193—8. PMID 11087996. doi:10.1016/S0928-4257(00)00204-7.
- MK, Ho; Yung LY; JS, Chan;  . (2001). „Galpha(14) links a variety of G(i)- and G(s)-coupled receptors to the stimulation of phospholipase C.”. Br. J. Pharmacol. 132 (7): 1431—40. PMC 1572686 . PMID 11264236. doi:10.1038/sj.bjp.0703933.
- MC, Zatelli; Tagliati F; JE, Taylor;  . (2001). „Somatostatin receptor subtypes 2 and 5 differentially affect proliferation in vitro of the human medullary thyroid carcinoma cell line tt.”. J. Clin. Endocrinol. Metab. 86 (5): 2161—9. PMID 11344221. doi:10.1210/jc.86.5.2161.
- T, Talme; Ivanoff J; M, Hägglund;  . (2001). „Somatostatin receptor (SSTR) expression and function in normal and leukaemic T-cells. Evidence for selective effects on adhesion to extracellular matrix components via SSTR2 and/or 3.”. Clin. Exp. Immunol. 125 (1): 71—9. PMC 1906108 . PMID 11472428. doi:10.1046/j.1365-2249.2001.01577.x.
- DD, Klisovic; O'Dorisio MS; SE, Katz;  . (2001). „Somatostatin receptor gene expression in human ocular tissues: RT-PCR and immunohistochemical study.”. Invest. Ophthalmol. Vis. Sci. 42 (10): 2193—201. PMID 11527930.

## Spoljašnje veze
- „Somatostatin Receptors: sst2”. IUPHAR Database of Receptors and Ion Channels. International Union of Basic and Clinical Pharmacology.
- somatostatin+receptor+2 на 